# Ebisu Muscats
Ebisu Muscats (jap. 恵比寿マスカッツ) – japońska grupa idolek składająca się z aktorek AV i modelek gravure.
Kolejna grupa Ebisu★Muscats została utworzona we wrześniu 2015, a w październiku 2017 Ebisu Muscats 1.5.

## Historia
Grupa powstała w 2008 roku w ramach programu rozrywkowego Onegai! Muscat (おねがい マスカット), którego emisja rozpoczęła się w kwietniu 2008 roku.
Ich pierwszy singel został wydany w 2010 roku i osiągnął nr 8 na Oricon Singles Chart.
Pierwszy koncert grupy odbył się w Shibuyi w Tokio w lipcu 2010 roku.
Grupa nie miała stałego składu, ale jej członkinie rotacyjnie dołączały i odchodziły. Do połowy 2012 roku grupa liczyła 29 aktywnych członkiń i 45 byłych. W tym czasie grupie przewodziła idolka AV Yuma Asami, która była członkinią grupy od początku jej istnienia. 
16 grudnia, podczas występu na żywo w Nakano Sunplaza Hall, ogłoszono, że grupa rozwiąże się wiosną 2013 roku.
Grupa zorganizowała swój ostatni koncert 7 kwietnia 2013 roku po pożegnalnej trasie koncertowej. Wieloletnia członkini grupy, Yuma Asami, wzięła udział w finałowym koncercie, mimo że niedawno przeszła poważną operację.
25 maja 2022 roku odbył się koncert z okazji 10. rocznicy debiutu, w którym wystąpiły członkinie z pierwszego składu grupy. Koncert był pierwotnie planowany na zimę 2020 roku, ale został odwołany z powodu rozprzestrzeniania się koronawirusa.

## Członkinie

### Finałowy występ
- Aino Kishi – 3. liderka Ebisu Muscats
- Yuma Asami – 2. liderka Ebisu Muscats
- Akiho Yoshizawa
- Tina Yuzuki
- Sola Aoi – 1. liderka Ebisu Muscats
- Shou Nishino
- Minori Hatsune
- Jessica Kizaki
- Aika Ando
- Asami Ogawa
- Rin Sakuragi
- Rina Rukawa
- Kaho Kasumi
- Ayako Yamanaka
- Nanako Kodama
- Ena Kawamura
- Manami Yamaguchi
- Airi Nagasaku
- Haruka Ogura
- Ai Sayama
- Mui Kuriyama
- Yuria Satomi
- Saemi Shinohara
- Yui
- Yuri Oshikawa
- Hana Haruna
- Anna Anjo
- Rika Kawamura
- Rion Sakamoto
- Airi Kijima

### Byłe członkinie
- Ano Aruru
- Ami
- Hina Kurumi
- Momoka Sugihara
- Kei Megumi
- Lemon Mizutama
- Moka
- Emiru Momose
- Saki Kataoka
- Yuko Shouji
- Kaho Natsumi
- Momoko Nishizono
- Natsuki Wakasugi
- Shiori Tsukimi
- Kozue Sakurai
- Rei Toda
- Yurisa
- Erika Kirihara
- Mio Kirino
- Nozomi Agawa
- Tsubasa Amami
- Akie Harada
- An Mashiro
- Kotomi Nagisa
- Miina Minamoto
- Sayoko Ohashi
- Mao Ichijō
- Kaera Uehara
- Haruna Orii
- Risa Kasumi
- Erika Kirihara
- Riri Kuribayashi
- Konan
- Eri Ouka
- Shoko Shibata
- Maki Sonoda
- Yumi Nagase
- Yuria Hayashida
- Natsuki Fukunishi / Ririka
- Akane Fujisaki
- Miyu Misaki
- Uruha Mizuki
- Mihiro
- Makoto Yuki
- Miyuki Yokoyama
- Maria Ozawa

## Dyskografia

### Album
| # | Tytuł                                                                                   | Utwory | Informacje                                                               | Przy. |
| - | --------------------------------------------------------------------------------------- | --- | ------------------------------------------------------------------------ | ----- |
| 1 | The Muscats ~ Hollywood kara kon'nichiwa ~ (ザ・マスカッツ～ハリウッドからこんにちは～) | Lista utworów 1. SHOW ~ Kaien 5 Funmae no Gakuya (SHOW~開演5分前の楽屋) 2. Banana Mango High School (バナナ・マンゴー・ハイスクール) 3. Kawaii Koushien (かわいい甲子園) 4. Spring Holiday (スプリングホリデー) 5. SHOW~FM-J Orii-san (SHOW~FM-J織井さん) 6. Reikan Shoujo A (霊感少女A) 7. Heracles ~Aishuu no Panther Again~ (ヘラクレス~哀愁のパンサアゲイン~) 8. SHOW ~ Sutekina Album Shoukai (SHOW~すてきなアルバム紹介) Kasumi Risa Version 9. Chocolate (チヨコレイト) 10. SHOW ~ Sutekina Album Shoukai (SHOW~すてきなアルバム紹介) Kasumi Kaho Version 11. OECURA MAMBO 12. Kuchi Genka Shinai de♪ (口ゲンカしないで♪) 13. SHOW ~ Purukawa Manzai (SHOW~プルカワ漫才) 14. Purakawa YES (プルカワYES) 15. SHOW ~ Akky no Bust Time (SHOW~アッキーのバスタイム) 16. Watashi Mambo (私マンボー) 17. SHOW ~ Ebisu Rotary Shimai Recital (SHOW~恵比寿ロータリー姉妹リサイタル) 18. Mayonaka no 2-toki Ebisu (真夜中の2時恵比寿) (Ebisu Rotaru Shimai) 19. SHOW ~ Shuuen 5 Fungo no Gakuya (SHOW~終演5分後の楽屋) 20. 12 no 34 de Naite with Namida Yonshimai (12の34で泣いてwith涙四姉妹) Limited Edition CD 1. Banana Mango High School (バナナ・マンゴー・ハイスクール) 2. Kawaii Koushien (かわいい甲子園) 3. Spring Holiday (スプリングホリデー) 4. Reikan Shoujo A (霊感少女A) 5. Heracles ~Aishuu no Panther Again~ (ヘラクレス~哀愁のパンサアゲイン~) 6. Chocolate (チヨコレイト) 7. OECURA MAMBO 8. Kuchi Genka Shinai de♪ (口ゲンカしないで♪) 9. Purakawa YES (プルカワYES) 10. Watashi Mambo (私マンボー) 11. Mayonaka no 2-ji Ebisu (真夜中の2時恵比寿) 12. 12 no 34 de Naite with Namida Yonshimai (12の34で泣いてwith涙四姉妹) Limited Edition DVD 1. Banana Mango High School 2. OECURA MAMBO 3. Watashi Mambo 4. Chocolate 5. Kawaii Koushien 6. Spring Holiday | - Wydany: 25 maja 2011 - Wytwórnia: Nayutawave Records - Kod: UPCH-29068 | [ 8 ] |
| 2 | Sotsugyō Album (卒業アルバム)                                                           | Lista utworów CD1 1. Banana Mango High School (バナナ・マンゴー・ハイスクール) 2. 12 no 34 de Naite (12の34で泣いて) with Namida Yoshinmai 3. OECURA MAMBO 4. Watashi Mambo (私マンボー) 5. Chocolate (チヨコレイト) 6. Spring Holiday (スプリングホリデー) 7. Ropponpon☆Fantasy (ロッポンポン☆ファンタジー) 8. Honey Trap♪ (ハニーとラップ♪) 9. Okaa-san (お母さん) 10. Oyafukou Baby (親不孝ベイベー) 11. Gyakusou♡Idol (逆走♡アイドル) 12. Fuyurin*Monroe (冬リン*モンロー) 13. ABAYO 14. Album (アルバム) CD2 1. Go Go Purukawa (ゴーゴープルカワ) 2. Cont 01 3. Katte ni Gonzalez (勝手にゴンザレス) 4. Cont 02 5. Taxi Ondou (タクシー音頭) 6. Cont 03 7. Ku Ku Dance (九九ダンス) 8. Cont 04 9. Dokidoki Shuugaku Ryokou (ドキドキ修学旅行) 10. Cont 05 11. Nightingale (ナイチンゲール) 12. Cont 06 13. A I U E O Night (あいうえおナイト) 14. Cont 07 15. Koushikondou (公私混同) 16. Cont 08 17. Ochuusha Nikki Kamonfuku Shachou (お注射日記 カモン副社長) CD3 1. 2012.10.26 「Gyakusou♡Idol」Tour @Shibuya O-EAST DVD 1. Ebisu Muscats Documentary 2012-2013 | - Wydany: 3 kwietnia 2013 - Wytwórnia: Pony Canyon - Kod: PCCA-03811     | [ 8 ] |